# 扎里奇內 (別里斯拉夫區)
47°26′34″N 33°22′31″E / 47.44278°N 33.37528°E
扎里奇内（烏克蘭語：Зарічне）是位於烏克蘭南部的村莊，由赫爾松州別里斯拉夫區的維索科皮利亞市鎮負責管轄。該村始建於1790年，面積10.2平方公里，海拔高度53米，2001年人口623，人口密度每平方公里61.2人。